# Sezamovo olje
Sezamovo olje je organsko olje, pridobljeno iz semen sezama, po katerih ima značilen vonj in okus. Kot začimba je pogosto uporabljen v kulinariki jugovzhodne Azije. Sezamovo olje je sestavljeno iz naslednjih maščobnih kislin:
| maščobna kislina | nomenklatura | minimum | maksimum |
| ---------------- | ------------ | ------- | -------- |
| palmitinska      | C16:0        | 7,0 %   | 12,0 %   |
| palmitoelinska   | C16:1        | sled    | 0,5 %    |
| stearinska       | C18:0        | 3,5 %   | 6,0 %    |
| oleinska         | C18:1        | 35,0 %  | 50,0 %   |
| linolska         | C18:2        | 35,0 %  | 50,0 %   |
| linolenska       | C18:3        | sled    | 1,0 %    |
| eikozanojska     | C20:1        | sled    | 1,0 %    |